# Stefan Holmström (kock)
Stefan Holmström, född 12 november 1950, är en svensk kock och krögare. Han ingick från restaurangens öppnande år 1974 fram till år 1981 i arbetslaget vid Restaurang Johanna. Därefter drev han i egen regi under många år värdshuset i Simlångsdalen. 
Han har bland annat, tillsammans med Peter Harryson, skrivit kokboken Mat på riktigt – husmanskost på vårt sätt.
Stefan Holmström är far till Jacob Holmström.

## Utmärkelser
- 1993 – Gastronomiska Akademiens Guldmedalj.[3]
- 2006 – Tore Wretmans Guldmedalj, kategori 1.[4]